# Lama Darjaa
Pour les articles homonymes, voir Namgyal et Tsewang Namgyal.
Lama Darjaa ou Lkhamdarjaa (mongol bitchig : ᠯᠠᠮᠠ
ᠳᠣᠷᠵᠢ, mongol cyrillique : Лхамдаржаа ; chinois simplifié : 喇嘛达尔札 ; chinois traditionnel : 喇嘛達爾札 ; pinyin : lǎma dáěrzhá, ou plus simpllement Darjaa, parfois retranscrit en Lama Dorji, né en 1726 ou 1728, décédé le 12 janvier 1753, est un prince du Khanat dzoungar, fils de Galdan Tseren, et frère du cruel Tséwang Dordji Namgyal (règne 1745 — 1750), qu'il fait emprisonner et à qui il succède en 1750 au titre de Khan.

## Biographie
Premier fils de Galdan Tseren, c'est son 1er frère qui lui succède. Celui-ci est cruel, et est aveuglé et emprisonné à Aqsou par les seigneurs et Lama Dorja.
Il lui succède alors, mais ne parvient pas à se faire obéir. Les maisons aristocratiques Dörböt, Khochot et Khoït, soumises au Khong Tayiji depuis un siècle menacent de s'émanciper. C'est le début d'une guerre civile qui se terminera par la conquête de la dynastie Qing.